# Вычужанин, Александр Сергеевич
Александр Сергеевич Вычужанин (род. 28 января 1966, Петропавловск-Камчатский) — советский и российский бегун-марафонец. Выступал в 1987—2001 годах, чемпион СССР в марафоне, победитель и призёр ряда крупных международных стартов на шоссе, участник чемпионатов мира 1991 года в Токио и 1995 года в Гётеборге. Представлял Воронеж. Мастер спорта СССР.

## Биография
Александр Вычужанин родился 28 января 1966 года в Петропавловске-Камчатском. Впоследствии постоянно проживал в Воронеже.
Начал заниматься лёгкой атлетикой в 1979 году, проходил подготовку под руководством тренера И. А. Биценко. Выиграл Спартакиаду школьников РСФСР. С 1987 года специализировался на марафоне, был подопечным В. С. Плотникова и Н. П. Фомича. Тогда же на Кубке СССР в Белой Церкви выполнил норматив мастера спорта, показав время 2:19:42.
В сезоне 1989 года выиграл бронзовые медали на марафоне в Сочи (2:19:59) и на Международном марафоне мира в Кошице. (2:18:51).
В 1990 году на чемпионате СССР по марафону в Калининграде с результатом 2:15:04 превзошёл всех соперников и завоевал золотую медаль. Попав в состав советской сборной, выступил на Играх доброй воли в Сиэтле, где в той же дисциплине показал результат 2:23:53, закрыв десятку сильнейших.
В 1991 году принимал участие в X летней Спартакиаде народов СССР — в марафоне, прошедшем в городе Белая Церковь, с личным рекордом 2:13:50 финишировал третьим — стал победителем Спартакиады и бронзовым призёром разыгрывавшегося здесь чемпионата СССР. Благодаря этому успешному выступлению удостоился права защищать честь страны на чемпионате мира в Токио — в программе марафона показал время 2:32:37, расположившись в итоговом протоколе соревнований на 29-й строке.
В 1992 году занял 11-е место на марафоне в Палермо (2:17:53).
В 1993 году показал 41-й результат на Парижском марафоне (2:19:51).
В 1995 году стартовал в марафоне на чемпионате мира в Гётеборге, но сошёл с дистанции.
В 1996 году стал третьим на Тюменском марафоне (2:18:36).
В 1999 году был третьим на марафоне в Карлсруэ (2:32:04).
В 2000 году на марафоне в Карлсруэ с результатом 2:24:39 пришёл к финишу вторым.
В 2001 году финишировал вторым на Космическом марафоне в Королёве (2:20:47).